# Karl Löwith
Karl Löwith (Munique, 9 de janeiro de 1897 – Heidelberg, 26 de maio de 1973) foi um filósofo alemão, aluno de Martin Heidegger. 
Embora professasse a religião protestante, Löwith nasceu numa família de religião judaica. Estudou filosofia primeiramente com Husserl em Freiburg e, entre 1919 e 1928 com Heidegger. Em 1934 foi forçado a deixar a Alemanha devido às políticas anti-semitas do governo nazi. Viveu primeiro na Itália e em 1936 embarcou em Nápoles para o Japão a convite do seu amigo Kuki Shuzo. 
Deu aulas na Universidade Imperial de Tohoku, no norte do Japão mas, em 1941, a proximidade deste país com as as políticas do Eixo levou-o, pouco antes do ataque a Pearl Harbor, a mudar-se para os Estados Unidos. 
Entre 1941 e 1952 deu aulas no Hartford Theological Seminary e na New School for Social Research. Nesse ano regressou à Alemanha para dar aulas de filosofia em Heidelberg, onde faleceu.

## Pensamento
Karl Löwith é mais conhecido por suas obras De Hegel a Nietzsche e Sentido da História. 
Na obra De Hegel a Nietzsche, Löwith reflete sobre as razões pelas quais o mundo pensado por Hegel, dotado de ordem, racionalidade, ética, visão totalizante, ou seja, a síntese do cristianismo, de Lutero a Goethe, com o racionalismo, se fragmentou a partir da crítica de Marx e dos demais pensadores hegelianos, como Feuerbach, Bauer, Stirner, e Kierkegaard, e da filosofia de Nietzsche.  Marx e sua crítica política e econômica da sociedade moderna, e a crítica de Nietzsche da religião, dos valores modernos e a defesa do paganismo, geraram um mundo fragmentado, marcado pelo  ceticismo e  um profundo niilismo. A desconstrução do sistema idealista hegeliano desembocou em diversas correntes filosóficas como o existencialismo. Não havendo, portanto, teleologia, sentido, ou lógica imanente da história, rejeitado o historicismo, é preciso identificar uma nova unidade, que Karl Löwith atribui ao conceito de "mundo" ou "natureza" separado do conceito de "história", questão fundamental do pensamento ocidental, segundo ele. Não sendo possível um retorno a princípios unificadores de natureza teológica ou idealista.
Na obra Sentido da História, Löwith analisa as relações entre a teologia e a história, o sentido do processo histórico e a influência do pensamento cristão. Ele aborda a relação entre as filosofias de vários pensadores como Burckhardt, Marx, Hegel, Kierkegaard, Voltaire, Vico, Bossuet, Spengler, Arnold Toynbee, Shelling, Tocqueville, Agostinho e Paulo Orósio, que refletiram sobre a questão da teleologia, a fim de entender a emergência da modernidade laica, do secularismo, na sua relação com um pensamento baseado na fé, definido pela escatologia da tradição judaico-cristã, realidade supra-histórica.  Löwith demonstra que a filosofia da história fundamenta-se em pressupostos teológicos, frequentemente, ignorados, esquecidos ou negados. Ele realiza uma análise crítica dos pontos comuns entre  a teologia e a filosofia da história, destacando os fundamentos metafísicos do racionalismo ocidental que ainda moldam o mundo secularizado. Karl Lowith procura entender a sociedade que emerge com as modernas filosofias da história e as razões para a crise experimentada por elas.

## Obras
- From Hegel to Nietzsche: The Revolution in Nineteenth Century Thought, 1939, 1941.

- The Meaning in History: The Theological Implications of the Philosophy of History, 1949

- Max Weber e Karl Marx, 1960

- Significado e fim da história: os pressupostos teológicos da filosofia da Historia, 1963

- Natureza, história e existencialismo, 1966.
- Heidegger, pensador de un tiempo indigente, 2006.